# HD 70930
HD 70930 är en dubbelstjärna belägen i den mellersta delen av stjärnbilden Seglet och som också har Bayer-beteckningen B Velorum. Den har en kombinerad skenbar magnitud av ca 4,79 och är svagt synlig för blotta ögat där ljusföroreningar ej förekommer. Baserat på parallaxmätning inom Hipparcosuppdraget ca 1,9 mas, beräknas den befinna sig på ett avstånd på ca 1 700 ljusår (ca 530 parsek) från solen. Den rör sig bort från solen med en heliocentrisk radialhastighet på ca 27 km/s. Stjärnan ingår i rörelsegruppen Vela OB2 av stjärnor med gemensam egenrörelse.

## Egenskaper
Primärstjärnan HD 70930 A är en blå till vit stjärna i huvudserien av spektralklass B1 V eller jättestjärna av spektralklass B2 III. Den har en massa som är ca 15 solmassor, en radie som är ca 10 solradier och har ca 6 800 gånger solens utstrålning av energi från dess fotosfär vid en effektiv temperatur av 10 000 till 25 000 K.
Stjärnans natur av dubbelstjärna upptäcktes 1896 av den skotska astronomen Robert T.A. Innes - och är nu känd för att vara en dubbelsidig spektroskopisk dubbelstjärna.  Följeslagare, av magnitud +6,08, är belägen med en vinkelseparation av 0,8 bågsekunder vid en positionsvinkel av 139°, år 2008.